# Echoriath
En el universo ficticio creado por J. R. R. Tolkien y en la obra El Silmarillion; las Echoriath o Montañas Circundantes, son una cadena montañosa situada al norte de Beleriand, al este de la curva de Ered Mithrin y al oeste de Dorthonion.
Formaban un círculo natural de rocas, encerrando en su interior el valle de Tumladen, en el que se emplaza la ciudad secreta de Gondolin. De sus laderas occidentales nacía el río Rivil que las circundaba hacia el oeste para desembocar en las aguas superiores del Sirion.
Fingolfin, rey supremo de los Noldor, está enterrado en estos montes, donde fue transportado su cadáver tras sucumbir en un duelo contra Morgoth.

## Algunos lugares en las Echoriath

### Orfal Echor
Orfal Echor era un desfiladero que conducía al valle de Tumladen, la única manera de acceder al valle desde fuera de las montañas. Siete puertas lo protegían de quien pudiera encontrarlo, y lo guardaba Ecthelion de la Fuente, guardián de la gran puerta final. Se llegaba a él siguiendo el lecho de un río seco que nacía de las faldas de las Echoriath y cruzaba varios túneles oscuros.

### Cirith Thoronath
Cirith Thoronath (‘grieta de las águilas’ en sindarin) era un desfiladero en la parte norte de las montañas Circundantes. Se trataba de un angosto sendero que a la izquierda tenía una abrupta pendiente al vacío y a la derecha un precipicio abismal. Por allí marcharon los fugitivos de Gondolin cuando fueron emboscados por los orcos, y allí luchó Glorfindel con un balrog cayendo los dos al precipicio. El cuerpo del primero fue rescatado por Thorondor y sepultado en el lugar.

### Las minas de Anghabar
Las minas de Anghabar (‘excavaciones de hierro’ en quenya), ubicadas al norte de las Echoriath, eran ricas en metales diversos, pero en especial en el hierro con el que Maeglin fabricaba las armas de los Gondolindrim, y que le llevaron a convertirse en favorito de Turgon por sus habilidades de herrero.